# Phytodietus montanus
Phytodietus montanus är en stekelart som beskrevs av Valentina I. Tolkanitz 1979. Phytodietus montanus ingår i släktet Phytodietus och familjen brokparasitsteklar. Inga underarter finns listade i Catalogue of Life.